# Julián Mellado
Julián Mellado is een gemeente in de Venezolaanse staat Guárico. De gemeente telt 31.900 inwoners. De hoofdplaats is El Sombrero.